# Gravetye Manor
Gravetye Manor est un manoir situé près d'East Grinstead, dans le West Sussex, en Angleterre. Cette ancienne maison du paysagiste William Robinson est devenue un hôtel et un restaurant qui a obtenu en 2020 une étoile au Guide Michelin. Il est classé Grade I sur la liste du patrimoine national pour l'Angleterre et ses jardins classés Grade II sont inscrits au registre des parcs et jardins historiques.

## Histoire
La maison élisabéthaine à deux étages a été construite en 1598 par Richard Infield, un maître de forges, pour sa nouvelle épouse Katherine Compton.
Elle devient la maison de William Robinson (en) , auteur de The English Flower Garden, de 1884 jusqu'à sa mort en 1935. Il charge l'architecte Sir Ernest George d'ajouter une aile assortie au nord-est et a développé le jardin pour en faire l'un des plus célèbres d'Angleterre. Après sa mort, la maison et les espaces paysagers naturels sont laissés à la Commission des forêts du Royaume-Uni. Ils sont utilisés comme base pour les soldats de l'Armée canadienne pendant la Seconde Guerre mondiale qui y plantent des pommes de terre et des poireaux pour compléter leurs rations. Après la guerre, ils sont laissés à l'abandon pendant de nombreuses années.

## Hôtel de campagne
En 1958, la propriété et les terrains sont loués aux partenaires commerciaux Robin Howard, Peter Herbert et sa première épouse Pip. Herbert est considéré comme un pionnier de l'hôtel de campagne, transformant la propriété en un hôtel de 17 chambres qui, grâce à l'utilisation d'un potager réputé, a obtenu une étoile Michelin. Au cours des 40 ans pendant lesquels Herbert en est propriétaire, il restaure également les jardins paysagers de William Robinson (dont l'entretien coûte 50 000 £ par an). L'hôtel et le restaurants ont été classés parmi les cinq meilleurs hôtels du Royaume-Uni.
En 2004, Peter Herbert et sa deuxième épouse Sue se retirent dans un chalet et vendent l'entreprise à Andrew Russell et au chef Mark Raffan sous la direction desquels, à la suite du krach financier de 2008, l'entreprise est mise sous dressement judiciaire. En 2010. Après que les administrateurs ont conclu un accord avec Von Essen Hotels en mars 2010, le bail de la propriété est repris par l'invité de longue date et investisseur professionnel Jeremy Hosking qui a depuis investi 2,5 millions de livres sterling dans la propriété et les jardins. Il crée un nouveau bâtiment dans la cour : un nouveau restaurant conçu par l'architecte Sir Charles Knowles.

## Jardins
Gravetye Manor est notamment célèbre pour son jardin potager ovale entouré de murs, épousant une forme ovale de 6 000 m2, entretenu par le chef jardinier Tom Coward et son équipe et où le chef cuisinier George Blogg vient faire sa cueillette.

## Référence de traduction
- (en) Cet article est partiellement ou en totalité issu de l’article de Wikipédia en anglais intitulé « Gravetye Manor » (voir la liste des auteurs).